# المعجم الكبير للغة اليابانية
المعجم الكبير للغة اليابانية هو معجم ياباني من تحرير تاداو أوميساو، أصدرته دار كودانشا للنشر عامي 1989 و1995. وهو ملوَّن وفيه صور توضيحية. 

## التاريخ
المعجم الكبير للغة اليابانية أحد ثلاثة معاجم يابانية صدرت لمنافسة معجم كوجيئين الشهير الصادر عن دار إيوانامي للنشر في الأعوام: 1955 و1969 و1983. تشمل هذه المعاجم أيضًا معجم دايجيرين الصادر عن دار سانسيدو للنشر في الأعوام: 1988 و1995 و2006، ومعجم الينبوع الكبير للمعرفة الصادر عن دار شوغاكوكان للنشر في عامي 1995 و1998. 
تُعَد هذه المعاجم الأربعة مراجعَ شاملة للغة اليابانية، وتتميَّز بضخامتها، إذ يبلغ وزن كلٍّ منها نحو كيلوغرام واحد، وهو في قرابة 3000 صفحة.

## تحرير المعجم
إلى جانب رئيس التحرير تاداو أوميساو، شارك في تحرير المعجم كلٌّ من هاروهيكو كيندايتشي (1913- 2004)، وأتسيوشي ساكوراكا (1917- 1994)، وشيغاكي هينوهارا (ولد 1911).

## الإنجليزية في المعجم
يقدِّم المعجم شروحًا إنجليزية مختصرة بدلًا من الشروح الموسعة الطويلة، فلا يمكن اعتباره معجمًا ثنائيَّ اللغة (ياباني- إنجليزي) لقِصَر الشروح الإنجليزية الواردة فيه. 
ولكن هذه الشروح على قِصَرها مفيدة لمن يحتاج إلى معجم إنجليزي- ياباني مختصر.